# Danmark No. 1 - En trist film om danskere
Danmark No. 1 - En trist film om danskere er en dansk dokumentarfilm fra 1990 med instruktion og manuskript af Jenö Farkas.

## Handling
Indvandrere ser på Danmark og danskere. Der fortælles om fordomme som danskere har overfor hinanden og de fremmede